# Skagen, Iniö
För andra betydelser, se Skagen (olika betydelser).
Skagen är en halvö i Finland. Den ligger i landskapet Egentliga Finland, i den sydvästra delen av landet, 200 km väster om huvudstaden Helsingfors. Skagen ligger på ön Keistiö.